# Ceratoneuropsis
Ceratoneuropsis is een geslacht van vliesvleugeligen uit de familie Eulophidae. De wetenschappelijke naam van dit geslacht is voor het eerst geldig gepubliceerd in 1913 door Girault.

## Soorten
Het geslacht Ceratoneuropsis is monotypisch en omvat slechts de volgende soort:
- Ceratoneuropsis poincarei Girault, 1913